# Il tallone di ferro
Il tallone di ferro (The Iron Heel) è un romanzo fantapolitico di Jack London del 1908. Tra i primi esempi di romanzi antitotalitari del Novecento che affronta il tema delle distopie.
Considerato tra i primi esempi di "distopie moderne", tratta dell'ascesa di un'oligarchia capitalista dittatoriale negli Stati Uniti. In questo romanzo viene presentata nella maniera più esplicita la visione socialista dell'autore, dove lo scontro che si concretizza è tra il sottoproletariato urbano e la borghesia, detentrice dei mezzi di produzione, della morale dominante e della conoscenza.

## Trama
Avis Everhard, la protagonista, narra in prima persona le ingiustizie e i soprusi perpetrati alla povera gente negli Stati Uniti, al tempo della Comune di Chicago. La protagonista, viziata rampolla di una famiglia perbene, si innamora di Ernest Everhard, giovane rivoluzionario socialista, maniscalco e filosofo che la conduce prima alla consapevolezza dell'esistenza di una classe di sfruttati, poi a quella dell'esistenza della "macchina invisibile" della società plutocratica.
London narra del nascente Partito Socialista d'America in chiave romanzata e sottile, e, usando l'espediente che il romanzo non è altro che il manoscritto redatto da Avis Everhard, colloca il suo ritrovamento in un lontano futuro in cui la dittatura del tallone di ferro è stata sconfitta a seguito di grandi insurrezioni popolari.
Il romanzo finisce in chiave aperta, interrompendosi bruscamente, come per far capire al lettore che la storia potrebbe essere ambientata in qualunque luogo e in qualunque tempo, e che i veri protagonisti della storia sono i lettori, che possono cambiare il corso degli eventi.

## Edizioni italiane
- Jack London, Il tallone di ferro, traduzione di Carlo Sallustro, Universale Economica, Feltrinelli, 2000,  p. 260, ISBN 88-07-80643-6.
- Jack London, Il tallone di ferro, traduzione di Carlo Sallustro, Universale Economica n°643, Feltrinelli, 1972.
- Jack London, Il tallone di ferro, traduzione di G. Vorstein, I Jolly, Corno, 1966,  p. 222.
- Jack London, Il tallone di ferro, traduzione di Aldo Palumbo, I narratori del realismo, Editori riuniti, 1961,  p. 254.
- Jack London, Il tallone di ferro, traduzione di Aldo Palumbo, Parenti, 1955,  pp. XXVI - 274.
- Jack London, Il tallone di ferro, traduzione di A. Ambrosini, La Universale Barion, 1945,  p. 255.
- Jack London, Il tallone di ferro, traduzione di Paolo Lorenzini, Nerbini, 1945,  p. 271.
- Jack London, Il tallone di ferro, traduzione di G. Delchiaro, Monanni, 1930,  p. 295.
- Jack London, Il tallone di ferro: romanzo di previsione sociale, traduzione di Gian Dàuli, Modernissima, 1925,  p. 346.